# Arsi Harju
Arsi Ilari Harju (Kurikka, 18 maart 1974) is een Finse atleet, die is gespecialiseerd in het kogelstoten. Hij werd olympisch kampioen en viermaal Fins kampioen in deze discipline.

## Loopbaan
In 1992 werd Harju met een beste poging van 16,94 m elfde bij het kogelstoten op de wereldkampioenschappen voor junioren in Seoel.
Zijn grootste prestatie behaalde hij in 2000 door op de Olympische Spelen van 2000 in Sydney een gouden medaille te winnen. Met een verste stoot van 21,29 versloeg hij de Amerikanen Adam Nelson (zilver; 21,21) en John Godina (brons; 21,20). Tijdens de kwalificatieronde op dit toernooi verbeterde hij zijn PR naar 21,39. Dankzij zijn olympische succes werd hij dat jaar verkozen tot Fins atleet van het jaar.
Arsi Harju is aangesloten bij het team Perhon kiri en naast atleet is hij ambassadeur voor UNICEF.

## Titels
- Olympisch kampioen kogelstoten - 2000
- Fins kampioen kogelstoten - 1996, 1998, 2000
- Fins indoorkampioen kogelstoten - 1999

## Persoonlijke records
| Onderdeel             | Prestatie | Datum             | Plaats     |
| --------------------- | --------- | ----------------- | ---------- |
| kogelstoten (outdoor) | 21,39 m   | 22 september 2000 | Sydney     |
| kogelstoten (indoor)  | 21,00 m   | 10 februari 2003  | Mustasaari |

## Palmares

### kogelstoten
- 1992: 11e WK U20 - 16,94 m
- 1993:  Finse indoorkamp. - 17,99 m
- 1993:  EK junioren - 17,82 m
- 1995:  Finse kamp. - 19,46 m
- 1996:  Finse kamp. - 19,96 m
- 1996: 18e in de kwalificaties OS - 19,01 m
- 1997:  Finse indoorkamp. - 17,77 m
- 1997: 8e WK indoor - 20,00 m
- 1997:  Finse kamp. - 19,72 m
- 1998:  Finse indoorkamp. - 20,25 m
- 1998:  EK indoor - 20,53 m
- 1998:  Finse kamp. - 21,04 m
- 1999: 5e WK indoor - 20,38 m
- 1999:  Finse indoorkamp. - 19,52 m
- 1999:  Europacup B in Lahti - 20,54 m
- 2000:  Finse kamp. - 20,84 m
- 2000:  OS - 21,29 m
- 2001:  WK - 20,93 m
- 2002: 4e EK - 20,47 m
- 2003: 4e WK indoor - 20,96 m
- 2003:  Finse kamp. - 20,37 m
- 2005:  Finse kamp. - 20,21 m

## Onderscheidingen
- Fins atleet van het jaar - 2000

1896: Bob Garrett ·
1900: Richard Sheldon ·
1904: Ralph Rose ·
1906: Martin Sheridan ·
1908: Ralph Rose ·
1912: Pat McDonald ·
1920: Ville Pörhölä ·
1924: Bud Houser ·
1928: John Kuck ·
1932: Leo Sexton ·
1936: Hans Woellke ·
1948: Wilbur Thompson ·
1952: Parry O'Brien ·
1956: Parry O'Brien ·
1960: Bill Nieder ·
1964: Dallas Long ·
1968: Randy Matson ·
1972: Władysław Komar ·
1976: Udo Beyer ·
1980: Vladimir Kiseljov ·
1984: Alessandro Andrei ·
1988: Ulf Timmermann ·
1992: Mike Stulce ·
1996: Randy Barnes ·
2000: Arsi Harju ·
2004: Adam Nelson ·
2008: Tomasz Majewski ·
2012: Tomasz Majewski ·
2016: Ryan Crouser ·
2020: Ryan Crouser ·
2024: Ryan Crouser